# Conny Karlsson
Pour l’article homonyme, voir Conny Karlsson (athlétisme).
Conny Karlsson, né le 21 novembre 1953 à Oskarshamn, est un footballeur suédois devenu entraîneur. Il entraine Trelleborgs FF depuis le 2013. Il est le frère jumeau de Jerry Carlsson (ce dernier a modifié l'orthographe de son nom de famille), qui évolua à l'IFK entre 1974 et 1987 et fut international suédois à 5 reprises.

## Biographie

### Footballeur
Conny commence sa carrière dans sa ville natale d'Oskarsham. En 1974, lui et son frère jumeau Jerry son recrutés par l'IFK Göteborg, alors en Division II Södra. Deuxième du championnat en 1975, il gagne sa place au sein de l'effectif Blåvitt au milieu des Ralf Edström, Olle Nordin, Jan Nordström et autres Reine Almqvist et accède à l'Allsvenskan en 1976. Successivement 6e, 3e et 2e du championnat en 1977, 78 et 79, le club retrouve la Coupe d'Europe seulement trois ans après avoir été promu en Allsvenskan, avec à sa tête un nouvel entraîneur, Sven-Göran Eriksson. La même année, il remporte son premier titre avec l'IFK en remportant la Coupe de Suède 6-1 face à Åtvidabergs FF.
Désormais capitaine de l'IFK Göteborg, Conny Karlsson gagne ses galons d'international à l'occasion d'une rencontre face à l'URSS en avril 1980 (défaite 5-1). L'année 1982 restera toutefois comme celle de l'apogée de sa carrière de footballeur. Cette année-là, il remportera tous les titres possibles. Grand artisan de la victoire en Coupe de l'UEFA face à Hambourg (les Allemands ne purent inscrire le moindre but lors des deux finales de la compétition), il fit également forte impression lors des victoires en championnat et en coupe de Suède.
En 1983, Karlsson décide de quitter la Suède pour rejoindre les Toronto Blizzard et le championnat de NASL pourtant en plein déclin. Là bas il retrouve son compatriotes Jan Möller. En deux saisons, il disputera deux fois la finale du championnat Nord Américain avant que celui-ci ne mette la clef sous la porte en 1984.
Karlsson revient alors en Suède, à Göteborg, non pas à l'IFK mais chez le voisin d'Örgryte IS. Titulaire indéboulonnable dans l'effectif Bleu et Rouge, il permet à son nouveau club de remporter son premier titre depuis 1913, au nez et à la barbe de l'IFK Göteborg, vainqueur des trois précédentes éditions, et contre qui il jouera la finale du championnat. Malheureusement, les deux saisons suivantes ne seront pas du même acabit et verront ÖIS terminer respectivement 8e et 9e du championnat. Conny Karlsson décide alors, à 34 ans, de raccrocher les crampons pour épouser la carrière d'entraîneur.

### Entraîneur

#### Adjoint à Örgryte
En 1988, Conny Karlsson devient l'adjoint de Bob Houghton à Örgryte. Les deux hommes se connaissent pour s'être croisés à Toronto: Houghton dirigeait en effet le club des Blizzard quand Karlsson y évoluait et s'étaient retrouvés la saison précédente à Örgryte IS. Ensemble, ils se qualifient pour la demi-finale des play offs du championnat de Suède mais s'inclinent devant Malmö FF (3-1 sur l'ensemble des deux matchs). La saison suivante, le duo ne se classera qu'à la 9e place (sur 12) du championnat et Houghton quittera Örgryte pour retourner à Malmö où il avait écrit les plus belles pages de sa carrière. 

#### Débuts seul à Landskrona
Sans club en 1990, Karlsson retrouvera le banc de touche pour la saison 1991 en prenant la tête de Landskrona BoIS. Désormais seul maître à bord, il impose ses idées et parvient, en trois saisons, à faire monter en Allsvenskan une équipe qui s'était maintenu de justesse avant son arrivée. 7e en 1991, Landskrona se classe 3e en 1992 et remporte la Superettan en 1994. Toutefois, à la surprise générale, le directoire de Landskrona choisi de ne pas renouveler le contrat de Karlsson. 

#### Haugesund, première expérience à l'étranger
L'ancien international s'était toutefois fait un nom et trouva une nouvelle terre d'accueil en Norvège, au sein du FK Haugesund, club de 2. divisjon, soit la troisième division norvégienne. Dès sa première saison, il remporte le championnat et accède ainsi à la 1. divisjon. Au cours de sa deuxième saison en Norvège, il parvint à stabiliser le club en 1. divisjon, le classant à une honorable 4e place, à 8 pts du champion, Moss. Et en 1996, après une saison exceptionnelle (22 matchs, 14 victoires et 5 nuls), il décroche la promotion en Tippeligaen et le titre de champion du groupe 2 de 1. divisjon. En 1997, il dirige donc pour la première fois, seul, une écurie de première division. Et bien que beaucoup prédisent une descente express pour le FK Haugesund, Karlsson va encore surprendre son monde en obtenant tranquillement le maintien des siens : Haugesund se classera 9e/14 avec 15 pts d'avance sur le premier relégable, Lyn.
Légitimement, Karlsson et son club entament donc la saison 1998 avec beaucoup d'optimisme. Optimisme qui sera bien vite relégué aux oubliettes. Après 6 rencontre de championnat, le FKH ne comptera qu'un seul point. toute la saison, Haugesund jouera pour se maintenir mais échouera à 3 petits points de Kongsvinger, le barragiste, et ce, en dépit de victoires probantes contre Sogndal (4-0 à domicile et à l'extérieur), Moss (5-1) et Vålerenga (3-1). Il sera remplacé à la fin de la saison par Åge Steen.

#### Ham-Kam
Recruté par Ham-Kam, Karlsson déçoit dans un premier temps. La défaite à domicile face au SF Grei lors de la troisième journée est considérée comme la plus grande humiliation de l'histoire récente du club et rend furieux les supporters. Installé au milieu de tableau, il fait revenir au club, à 33 ans, Vegard Skogheim, l'une des légendes du club. Avec lui, Ham-Kam remportera 14 de ses 16 derniers matchs de la saison et obtint la promotion en 1. divisjon. L'année suivante, en dépit d'un bon parcours, Karlsson ne terminera pas l'année à Ham-Kam. À mi-saison, peu avant un match face à Sogndal, il est victime d'un infarctus. Son assistant Stein Arne Ingelstad et le recruteur Tom Stensrud le remplaceront pour une défaite 5-2. Il sera remplacé pour le reste de la saison par Tom Jacobsen.

#### Kalmar et le retour en Suède
Il ne reste cependant pas longtemps inactif, puisqu'il se voit proposer de reprendre Kalmar FF en cours de saison. Le club de la côte est, relégué en Superettan la saison précédente lutte à présent pour son maintien dans cette division. Le club devra toutefois attendre la 88e minute de la dernière journée pour sauver sa tête en Superettan, à la faveur de Joachim « Jesus » Lantz qui permettait à Kalmar de l'emporter 3-2 sur l'IF Sylvia après avoir été mené 2-0. La saison suivante, Conny Karlsson allait une nouvelle fois démontrer son savoir-faire en remportant le championnat de Superettan avec une avance confortable sur ses poursuivants directs (4 pts sur Landskrona BoIS, le deuxième promu et 9 sur Mjällby AIF, le barragiste.). Sa deuxième année pleine à la tête de Kalmar aillait toutefois être plus compliquée. le club allait en effet terminer bon dernier du championnat et Karlsson, prier de faire ses valises pour laisser la place à Nanne Bergstrand sur le banc des Rouges...

#### Une pige à Assyriska
En 2003, Karlsson atterrit à Assyriska Föreningen, club qui se définit comme l'équipe nationale du peuple assyrien . Dans le club Rouge et Blanc, il réalise un parcours exceptionnel en Coupe de Suède, à défaut de briller en championnat (le club se classera à la 10e place, dans le ventre mou du championnat de Superettan. En effet, en éliminant coup sur coup, l'IFK Sundsvall, Myresjö IF, Örebro SK mais surtout l'IFK Göteborg (4-1 en quart de finale à Södertälje), Djurgårdens IF (0-4 en demi-finale au Sotckholms stadion), Karlsson et Assyriska se qualifient pour la première finale de Svenska Cupen de l'histoire du club. Malheureusement, la belle histoire se terminera là, les Rouge et Blanc étant défaits au Råsunda par l'IF Elfsborg sur le score de 2 à 0. Karlsson restera quelques mois la saison suivante mais quittera le club en cours d'année, la faute à des turbulences internes et à un manque de motivation du natif d'Oskarshamn...

#### Trelleborg, le retour en Allsvenskan
Le 5 août 2004, Karlsson réapparait toutefois à Trelleborg pour prendre la succession d'Ulf Larsson qui avait fait monter Trelleborgs FF la saison précédente, mais restait sur 9 défaites consécutives. En Scanie, il est assisté par Lasse Larsson, entraîneur des jeunes de TFF. Dans un club en pleine mutation (Annonce de départ du président, départ du directeur sportif,, changement d'adjoint), Karlsson ne parvient pas à redresser la barre (9 défaites et 3 nuls en 12 matchs à la tête du club) et voit TFF terminer bon dernier du championnat. Sa deuxième saison sur le banc de Trelleborg ne sera pas franchement plus excitante, le club terminant à une peu flatteuse 11e place en Superettan. 
2006 sera un tout autre cru, TFF remportant haut la main (8 pts d'avance sur son dauphin Örebro) le titre de Superettan, grâce notamment à une défense de fer (13 buts encaissés en 30 matchs, meilleure défense de la saison, Allsvenskan et Superettan confondues). En 2007, il retrouve donc l'Allsvenskan avec Trelleborg, mais cette fois-ci avec un groupe qu'il a choisi. Toutefois, il ne parviendra pas à maintenir le club au plus haut échelon national (15e à 2 pts d'Örebro SK, le barragiste) et sera remplacé en fin de saison par Tom Prahl.

#### Sarpsborg, le retour en Norvège
La saison suivante, il traverse de nouveau la frontière Norvégienne pour se prendre la direction du Sarpsborg Sparta FK (Adeccoligaen), club issue de la fusion entre Sarpsborg FK et le SFK Sparta. Lui qui avait fait des miracles à la tête de Haugesund et Ham-Kam doit cette fois se contenter d'une 10e place pour la saison 2008. Sur le plan sportif, la saison 2009 part sous de meilleurs augures. Malheureusement, la situation financière du club est plus délicate. La fédération a déjà retiré 3 pts au club pour ne pas avoir pu présenter un bilan financier satisfaisant. En milieu de saison, Karlsson, conscient que son salaire est une lourde charge pour le club, offre de résilier son contrat afin de sauver le club. Une offre que ses dirigeants accepteront à contrecœur, tant ces derniers étaient satisfaits du travail du Suédois.

#### Assyriska, épisode 2
Après trois mois d'inactivité, Conny Karlsson reprend du service dans un club qu'il connait bien pour y avoir exercé entre 2003 et 2004 : Assyriska FF. À la tête du club Assyrien, avec lequel il s'est engagé pour une saison, Karlsson va retrouver les sommets, même s'il s'en faudra de peu pour que les rivaux du Syrianska FC ne lui grille la politesse pour la 3e place qualificative pour les barrages pour la montée. Avec un point d'avance sur ces derniers, il n'aura toutefois jamais été vraiment en mesure d'accrocher la deuxième place (6 pts de retard sur Åtvidabergs FF, le deuxième et 14 sur Mjällby AIF, le champion 2009). En barrage, il doit affronter Djurgården, auteur d'une saison calamiteuse en Allsvenskan. Après un match aller Assyriska l'emporte 2 à 0 sur Djurgården au Södertälje Fotbollsarena. De quoi voir sereinement le match retour. Mais au Stockholms Stadion, tout ira de travers et les Rouge et Blanc s'inclineront sur le score de 3 à 0 (après prolongation), laissant ainsi passer leur chance de disputer pour la deuxième fois de leur histoire une saison en Allsvenskan.

#### Helsingborg, la reconnaissance
Le 23 novembre 2009, Karlsson se voit enfin offrir les rênes d'un club de haut niveau : Helsingborgs IF. Le club scanien, 8e du dernier championnat a de l'ambition à revendre. Champion de Suède à 6 reprises, il attend depuis 10 ans un nouveau sacre. Avec nombre de joueurs confirmés dans l'effectif, dont les internationaux Erik Wahlstedt, Marcus Lantz, Erik Edman ou encore Christoffer Andersson, Helsingborg a des arguments et son début de championnat semble le placer sur la route du sacre. Seul leader entre la 5e et la 20e journée, l'équipe de Karlsson ne perdra le titre qu'à la dernière journée après un mano à mano incroyable avec son voisin et rival, Malmö FF. Pendant les 13 dernières journées de championnat, les deux équipes ne compteront jamais plus de 3 pts d'écart ! Karlsson pourra toutefois se consoler avec la Coupe de Suède (la 4e de l'histoire du club), remportée face à Hammarby IF. Seule ombre au tableau : son absence de diplôme ! En effet, seulement 3 semaines après sa présentation officielle, la Fédération de Suède de football informe Helsingborgs IF que son entraîneur n'a pas les diplômes requis pour diriger l'équipe en coupe d'Europe. Et, alors que le club met en avant l'expérience de son nouvel entraîneur pour demander un passe droit, la fédération lui oppose une fin de non recevoir et impose à Karlsson de suivre les cours de formation pour entraîneurs afin d'obtenir la licence Pro lui permettant de s'assoir sur les bancs Européens mais également Suédois pour la saison 2011, puisque cette licence deviendra également obligatoire pour les entraîneurs du championnat d'Allsvenskan.
Lors de la saison 2011, Karlsson confirme sa bonne saison passée et s'adjuge un triplé historique en Suède. Sous ses ordres, Helsingborgs IF devient en effet le premier club suédois à remporter la Super coupe de Suède, le championnat et la Coupe de Suède. C'est donc en toute logique qu'il est élu entraîneur de l'année 2011 lors des cérémonies des trophées du football suédois. Seule ombre au tableau, une médiocre campagne européenne: Après s'être facilement débarrassé des israéliens du Bnei Yehoudah (3-1 sur les deux matchs) au troisième tour de qualification de la Ligue Europa, les scaniens chutent lourdement face au Standard de Liège lors des barrages.

## Palmarès

### Joueur
- 1978-79 : Vainqueur de la Coupe de Suède (IFK Göteborg)
- 1981-82 : Vainqueur de la Coupe de Suède (IFK Göteborg)
- 1982 : Champion de Suède (IFK Göteborg)
- 1981-82 : Vainqueur de la Coupe de l'UEFA (IFK Göteborg)
- 1985 : Champion de Suède (Örgryte IS)

### Entraîneur
- 1994 : Vainqueur du championnat de Superettan (Landskrona BoIS)
- 1995 : Vainqueur du championnat de 2. divisjon (FK Haugesund)
- 2001 : Vainqueur du championnat de Superettan (Kalmar FF)
- 2006 : Vainqueur du championnat de Superettan (Trelleborgs FF)
- 2010 : Vainqueur de la Coupe de Suède (Helsingborgs IF)
- 2011 : Vainqueur de la Coupe de Suède, de la Super Coupe de Suède et du Championnat de Suède (Helsingborgs IF)
- 2011 : Entraîneur suédois de l'année (Helsingborgs IF)